# Müllsortieranlage

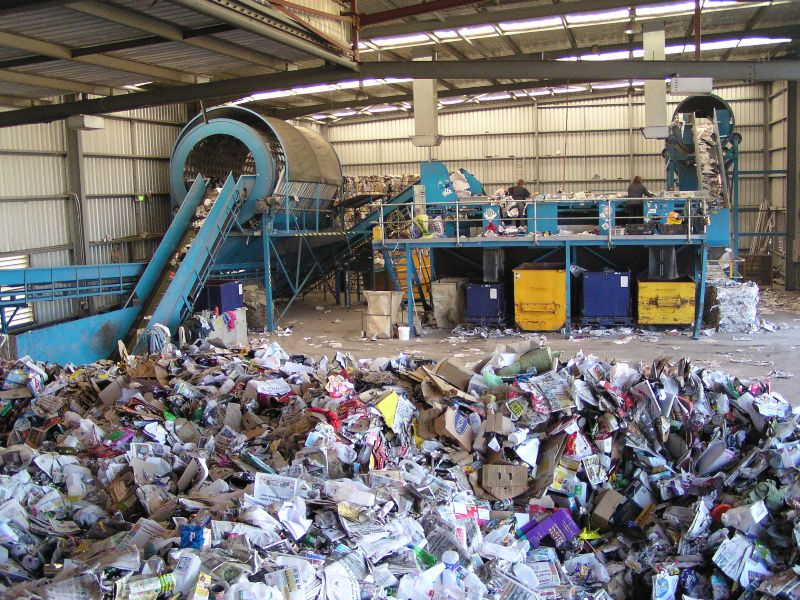
Abfallsortieranlage in Australien

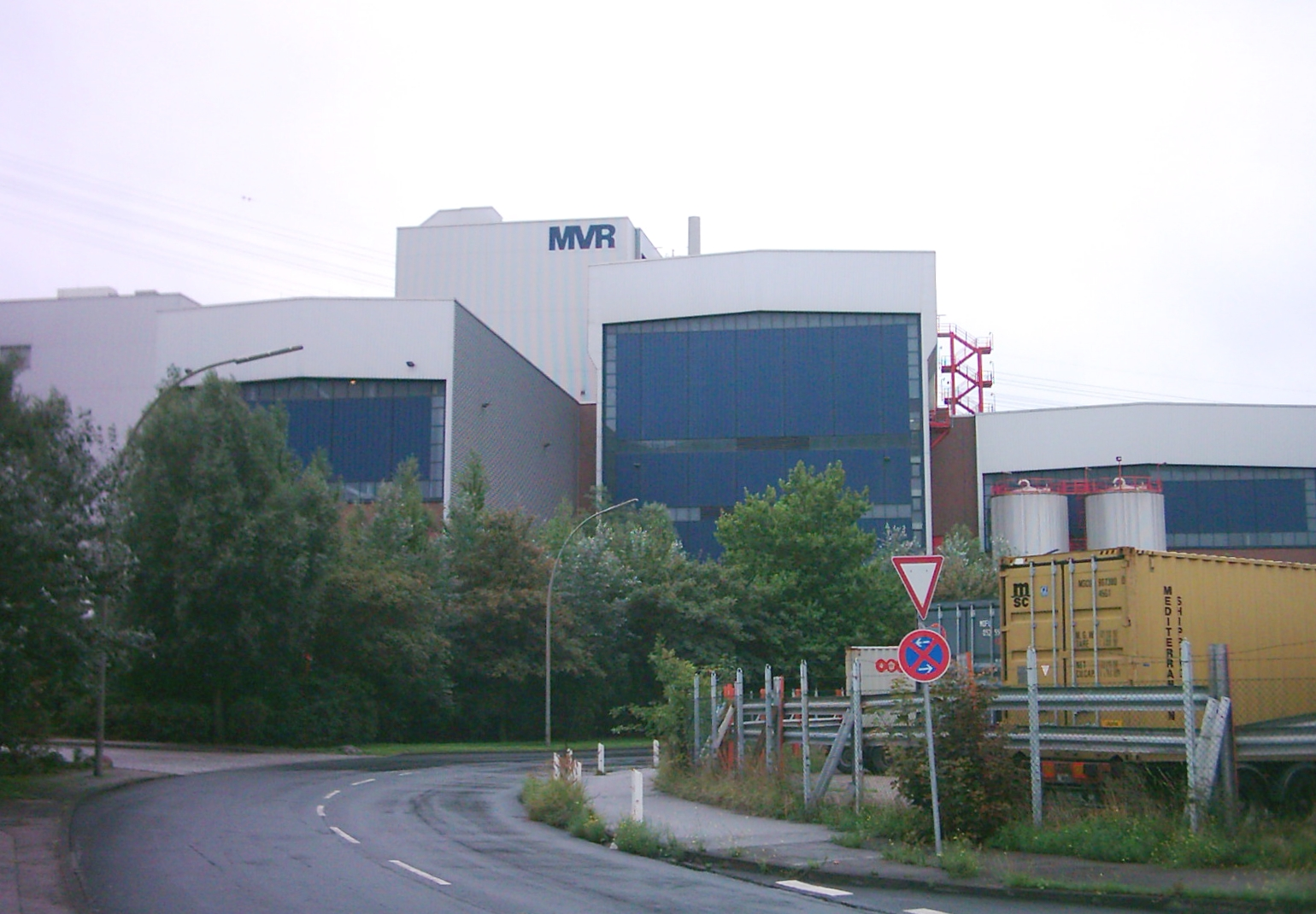
Die Müllverwertungsanlage am Rugenberger Damm in Hamburg

In der Müll- oder auch Abfallsortieranlage/Abfallverwertungsanlage werden Abfälle aus dem Restmüll oder Gelben Sack getrennt und sortiert, um sie einer weiteren Verwendung (Wiederverwertung), der Deponie oder der Müllverbrennung zuzuführen.
Der Abfall kann dabei mit der Hand oder durch Maschinen sortiert werden.
In einer mechanisch-biologischen Abfallbehandlungsanlage (MBA) werden biologische Anteile der Gewerbe- und Hausabfälle nach der Aussonderung der übrigen Fraktionen zu Biogas zur Strom- und Wärmeerzeugung vergärt.

## Manuelle Sortierung
Bei der manuellen Sortierung werfen Angestellte den Müll von einem Transportband, über das von einer Trommel aufgerissene Müllsäcke laufen, in verschiedene Schächte, die zu Containern für die Wertstoffe Altglas, Altpapier, Plastikmüll, Kompost und zu deponiertem Restmüll führen. Bei einer rein maschinellen Sortierung übernimmt dies die Aufreißtrommel kombiniert mit unterschiedlichen Geräten, die den Müll verschiedenen Containern zuführen. Hierbei gibt es keine Sichtkontrolle. Durch die verschiedenen Eigenschaften der Stoffe können die Geräte erkennen, welche Wertstoffe sich im Müll befinden.
Bei der letzteren Variante werden die Stoffe u. a. in fließendem Wasser getrennt, wobei die Dichte der einzelnen Stoffe eine große Rolle spielt (Glas sinkt am schnellsten, Papier hingegen sehr langsam). Nach diesem Sortierungsschritt können beispielsweise Glasteile mittels Laser in Grün-, Braun- und Weißglas getrennt werden.
Für die Gesundheit der Angestellten existiert in diesen Anlagen, trotz Atemschutz, ein erhöhtes Gesundheitsrisiko (Atemwegserkrankungen, Vergiftungen).

## Vollautomatische Trennung
Abfalltrennungsanlagen erlauben die vollautomatische Abfalltrennung des nicht vorsortieren Hausmülls durch Siebe und Magnete in mehrere wiederverwertbare Fraktionen und eine nicht weiter verwendbare Restfraktion.
Sie können die Belastung durch Deponien, Abgase der Müllverbrennungsanlagen und die unökonomische getrennte Abfuhr verschiedenfarbiger Sammeltonnen reduzieren, vorausgesetzt, es finden sich Absatzmöglichkeiten für die Fraktionen.
Der damalige Bundeswirtschaftsminister Michael Glos (2005–2009) sprach sich im Jahr 2007 für eine Abschaffung des Dualen Systems aus. Neben der auch beim DSD erfolgten „energetischen Wiederverwendung“ (Verbrennung) eines großen Teils des getrennt gesammelten Verpackungsmülls bildet die sortenreine Trennung und Wiederverwertung eine sinnvolle Alternative.
Unabhängig von den bestehenden deutschen Sonderregelungen bei der Entsorgung des Verpackungsmülls fordern Europäische Richtlinien, insbesondere die Abfallrahmenrichtlinie, die in Deutschland im Kreislaufwirtschafts- und Abfallgesetz umgesetzt wurde, eine weitgehende Mülltrennung und Wiederverwertung, wie sie sich nur über Abfalltrennungsanlagen umsetzen lässt.
Moderne automatische Abfalltrennungsanlagen können den Müll sortenreiner trennen als dies dem Menschen möglich wäre. Sie haben zudem den Vorteil, dass nicht wie bei manueller Müllsortierung Menschen durch Krankheitserreger wie z. B. Pilzsporen, gefährliche Stoffe und eine belastende Arbeitsumwelt gefährdet werden.